# Control político en Colombia
El control político en Colombia es una herramienta fundamental en el diseño institucional de la República de Colombia, que por medio de diferentes instrumentos, permite a los legisladores ejercer sabiduría sobre el Ejecutivo y contribuir al mantenimiento del balance de poder entre las distintas ramas del poder público en Colombia.
Entre los mecanismos de control político se incluye: el mecanismo de la citación, la moción de censura y la audiencia pública.

## Antecedentes
Mediante el Acto Legislativo 01 de 2007, se modificó el artículo 135 de la Constitución Política de Colombia sobre el Congreso y sus facultades. Se reglamentaron los mecanismos de control político, consecuentemente. se estipularon las condiciones según las cuales se puede citar a un funcionario público, preferirle una moción de censura o conducir una audiencia pública con el propósito de observar las acciones y/o omisiones de dicho funcionario o funcionarios del Estado.

## Mecanismos de Control Político

### Citaciones en Colombia
Una citación es una orden formal escrita expedida por un cuerpo gubernamental con jurisdicción administrativa o judicial la cual tiene la capacidad de obligar a rendir testimonio de un testigo o producir evidencia bajo la pena de una sanción.
La citación es una herramienta con la cual cuentan los congresistas para indagar sobre las acciones y/u omisiones de los funcionarios del Estado, así como para obtener información relevante de su gestión. Las citaciones en el Congreso de la República de Colombia tienen el propósito de funcionar como mecanismos de control político de la rama legislativa sobre la rama ejecutiva. (Mayor información en: Página oficial de Congreso Visible de la Universidad de los Andes).
Los temas tratados en una citación pueden referirse a: economía, medio ambiente, presupuesto estatal, seguridad social, minas y energía, derechos fundamentales y corrupción entre otros.

### Moción de Censura
Es un acto en el cual el Congreso en cada una de sus cámaras de manera independiente, y por mayoría absoluta, reprende la actuación de uno o varios de los Ministros del Despacho dando lugar a la separación de su cargo. Puede promoverse cuando un ministro citado por alguna de las cámaras para responder un cuestionario no concurre a la citación y no se excusa de manera justificada, o por acciones u omisiones que vayan en contra de la naturaleza y el desempeño del cargo. La moción de censura fue reglamentada de igual manera mediante el Acto Legislativo 01 de 2007.

### Audiencia Pública
Es una instancia de participación, en el proceso de toma de decisión administrativa o legislativa, en el cual la autoridad responsable de la misma, habilita un espacio para que todos aquellos ciudadanos, habitantes y/o instituciones intermedias, que puedan verse afectadas por dicha decisión o tengan un interés particular en el acto definitivo a sancionarse, expresen su opinión sobre el asunto objeto de la convocatoria. En el caso del Congreso colombiano, la audiencia pública es una manera de tener acceso a las expresiones y opiniones de los ciudadanos y congresistas a través del contacto directo y de esta manera realizando control político sobre los actores estatales.

### Acto Legislativo 01 de 2007
El Congreso de la República, máximo órgano legislativo del país, decretó el 27 de junio de 2007 el Acto Legislativo 01 de 2007, a través del cual se modifican y adicionan artículos de la Constitución Política de 1991. El mecanismo de la citación y la moción de censura se reglamentan en el Artículo 1º y 2º de dicho acto legislativo y se modifican los numerales 8 y 9 del artículo 135 de la Constitución Política de Colombia. (Ver: Acto Legislativo 01 de 2007 del Congreso de la República de Colombia).